# Norman (Nebraska)
Norman je selo u američkoj saveznoj državi Nebraska. Prema popisu stanovništva iz 2010. u njemu je živjelo 43 stanovnika.